# Tablette tactile
Ne doit pas être confondu avec Tablette graphique.
Une tablette tactile, tablette électronique, tablette numérique, ou tout simplement tablette, est un assistant personnel ou un ordinateur portable ultraplat qui se présente sous la forme d'un écran tactile sans clavier et qui offre à peu près les mêmes fonctionnalités qu'un ordinateur personnel,. Elle permet d'accéder à des contenus multimédias tels que la télévision, la navigation sur le web, la consultation et l'envoi de courrier électronique, l'agenda, le calendrier et la bureautique simple. Il est possible d'installer des applications supplémentaires depuis une boutique d'applications en ligne. En quelque sorte, la tablette tactile est un intermédiaire entre l'ordinateur portable et le smartphone.

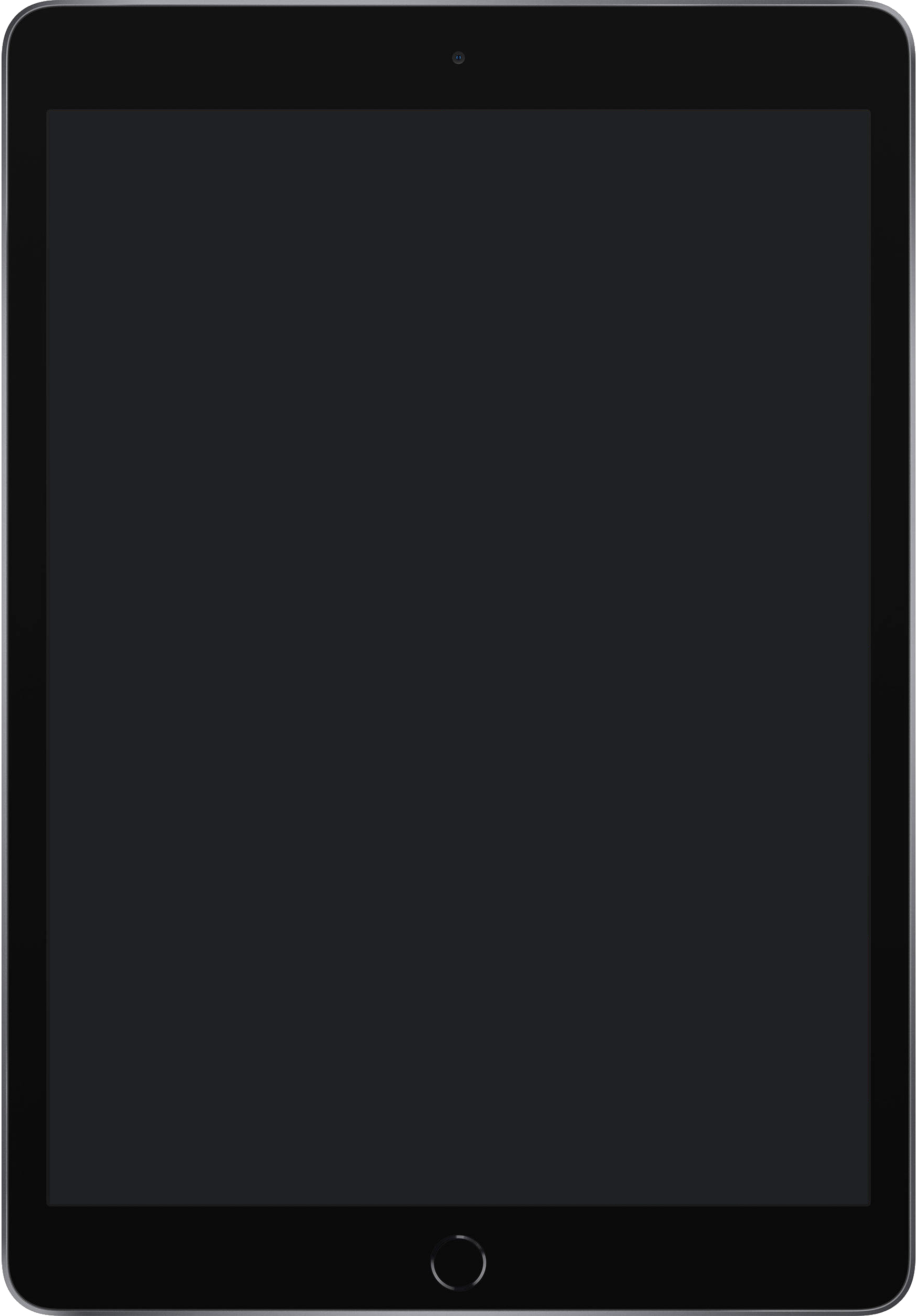
L'iPad : la tablette la plus vendue au monde en 2018.

## Dénominations voisines
En France, la Commission d'enrichissement de la langue française recommande les termes « tablette » et sa forme développée « tablette tactile », publiés au Journal officiel du 20 février 2011.
Au Québec, le terme « tablette électronique » est proposé par le Grand Dictionnaire terminologique de l'Office québécois de la langue française.
L'appareil en lui-même peut être désigné sous d'autres termes comme « tablette électronique », « tablette numérique », « ardoise électronique », « ardoise numérique », ou sous les anglicismes « ordinateur tablette », « tablette tactile PC », « tablet PC », « pad »[réf. nécessaire].

## Histoire

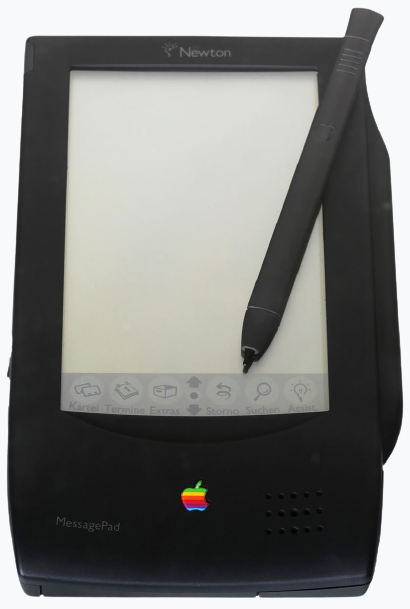
Le Newton MessagePad 100 de 1993.

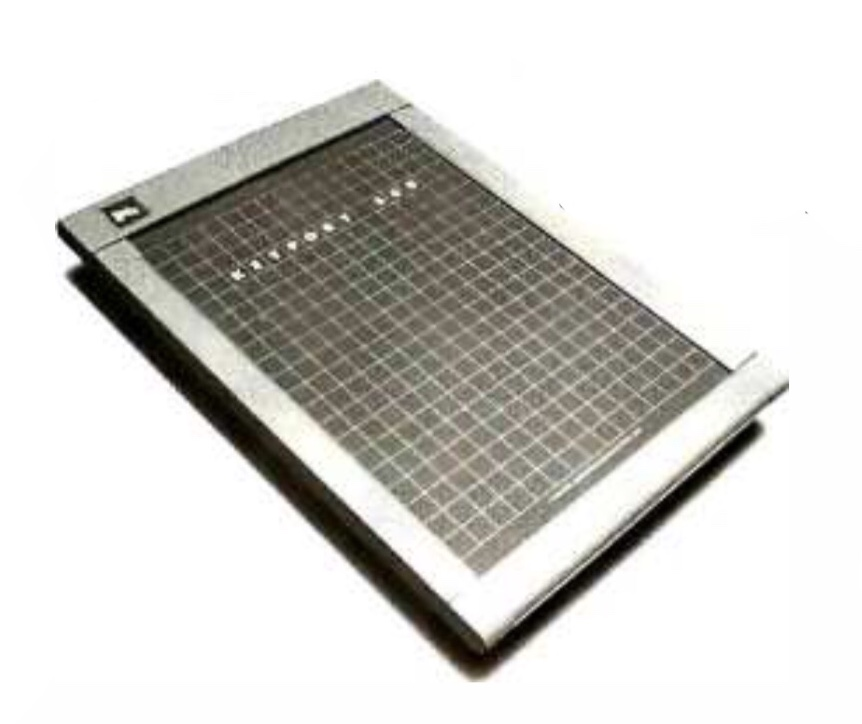
Keyport 300 de Polytel (1984).

En 1984, les frères franco-égyptiens Sherif et Adel Danish présentent la tablette tactile Keyport 300 (pour 300 fonctions) via une société qu'ils ont montée aux États-Unis, Polytel.
En 1986, le PBB de Micro-Archi, une société française, est dévoilé : sorte de tablette, elle pèse 500 grammes, a une ROM de 128 ko extensible à 640 ko via des cartouches individuelles de 128 ko de mémoire vive, une pile au lithium et permet de conserver les informations stockées pendant deux ans.
En 1987, la Linus Write-Top de Linus Technologies, Inc., une société américaine, fait office de révolution en transformant l'écriture manuscrite en caractères numériques à la vitesse de cinq caractères par seconde. Pesant 4 kg, c'est le premier terminal sans clavier et premier ordinateur portable à écran tactile avec un stylet,. Environ 1 500 exemplaires seront vendus aux alentours de 3 000 dollars.
La première tablette tactile « grand public » remonte à septembre 1989. La GRiDPad (en), conçue par « Grid Systems Corporation » et produite par Samsung, a surtout trouvé preneur dans de larges institutions comme des services de police et l'armée américaine, notamment à cause de son prix, 3 000 $ avec son logiciel. Tournant sur MS-DOS, elle est dotée d'un écran monochrome de 640 × 400 pixels et d'un stylet.
En mars 1993, Pen Pad Amstrad sort son premier assistant personnel à écran tactile, le PDA 600. En août 1993, la firme américaine Apple sort l'Apple Newton (qui avait été présenté au Consumer Electronics Show de Chicago durant l'été 1992 puis à Las Vegas le 8 janvier 1993,), assistant personnel à écran tactile sans clavier et équipé d'un logiciel de reconnaissance de l'écriture manuscrite. Muni d'un écran monochrome piloté avec un stylet, il fonctionne sur le système d'exploitation NewtonOS.
Le terme « tablet PC » a été rendu populaire par un produit annoncé en 2001 par Microsoft, et défini par la société comme étant un stylo-ordinateur compatible et conforme aux spécifications matérielles conçues par Microsoft pour Windows XP Édition Tablet PC, système d'exploitation dérivé de Windows XP. Ces ordinateurs embarquent un système d'exploitation compatible avec la norme X86 définie par Intel. Certains assembleurs proposent des modèles avec GNU/Linux préinstallé ou sans système d'exploitation (Linux peut être installé sur la plupart des modèles). Le système d'exploitation Windows est enrichi de fonctionnalités spécifiques permettant d'exploiter le stylet. Microsoft a qualifié ces versions de Tablet PC Edition (par exemple « Windows XP Édition Tablet PC »). Microsoft a ainsi tiré parti des évolutions technologiques pour remettre au goût du jour un concept qui existait depuis plusieurs années : par exemple, Atari avait dévoilé son ST Pad, un projet non commercialisé, des années auparavant (1991)[réf. nécessaire].
En 2007, Apple crée véritablement une mini-tablette numérique avec l'iPhone, pionnier de l'interface tactile multipoint, sensible aux doigts de l'utilisateur. Celui-ci sera le précurseur de la tablette iPad, lancée début 2010,.
Depuis, Google a fait évoluer Android vers la version Honeycomb destinée uniquement aux tablettes, puis Ice Cream Sandwich qui est disponible sur smartphones et tablettes. Sony avec Sony Tablet, Samsung avec la Galaxy Tab, mais aussi Asus avec la Pad Transformer, Lenovo, Toshiba et une dizaine d'autres constructeurs développent des tablettes tactiles. RIM a aussi sorti la BlackBerry PlayBook[réf. nécessaire].
Le système d'exploitation Windows 8 se veut d'assurer une compatibilité avec des tablettes tactiles. Les tablettes tactiles deviennent ainsi pour Microsoft le fer de lance de sa campagne en 2012 lors de la sortie de Windows 8.
En mars 2010, peu après le lancement de l'iPad, Walter S. Mossberg, le spécialiste américain du Wall Street Journal, pense que la tablette « a le potentiel de changer profondément l'informatique mobile et de menacer l'ordinateur portable ». En novembre 2011, Jonathan Zittrain, professeur à la faculté de droit de Harvard déclare qu'avec l'arrivée des appareils mobiles (tablettes, smartphones), légers et fonctionnant autour du cloud, « le PC est mort ». D'ailleurs selon une étude IDC, en 2013, 191 millions de tablettes seront vendues contre 142 millions de PC. En janvier 2014, le cabinet Gartner publie un rapport confirmant la forte baisse de la vente de PC (-10 % en 2013 par rapport à 2012) au profit des tablettes.
En 2018, les ventes de tablettes sont globalement en baisse, même si la vente d'iPad est stable.

## Caractéristiques
Une tablette peut se décrire comme la rencontre entre un smartphone et un ordinateur personnel. En effet, on retrouve d'un côté l'écran tactile, les applications et l'utilisation d'un smartphone, et de l'autre, la taille d'écran, ainsi que les fonctionnalités d'un ordinateur personnel.
L'écran tactile de la tablette remplace en quelque sorte la souris. Un logiciel interprète le contact et les déplacements des doigts sur l'écran. L'affichage à l'écran peut se faire en mode portrait et paysage en pivotant la tablette[réf. nécessaire].
Elles existent sous deux formes :
- ardoise : la plus courante, sous la forme d'un écran fin qui contient toute l'électronique, avec les doigts ou un stylet pour interagir. Le clavier physique est remplacé par un clavier virtuel ;
- convertible : sous la forme d'un portable traditionnel avec clavier, mais dont l'écran qui contient la majeure partie de l'électronique peut se détacher, de telle sorte que l'écran seul devient une tablette tactile[25].

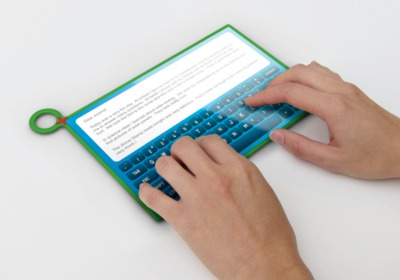
OLPC XO-3, un concept de tablette électronique pour les enfants.

Les tablettes tactiles peuvent être équipées de différents ports (USB, PCMCIA/PC Card, FireWire, Wi-Fi, IrDA, Bluetooth, etc.). Les ports série et parallèle ne sont pas inclus (des adaptateurs sont disponibles en accessoires). Elles sont capables de se connecter à un réseau sans fil grâce à la technologie Wi-Fi. Certaines tablettes proposent des accessoires complémentaires comme un clavier physique, des haut-parleurs, un « dock » ou « station d'accueil ». De nombreux modèles peuvent aussi se connecter directement à l'Internet via un réseau de téléphonie cellulaire 3G ou 4G : UMTS ou LTE[réf. nécessaire].
L'ergonomie et les fonctions des tablettes pourraient encore évoluer pour mieux s'adapter à différents usagers comme les enfants ou les personnes âgées, voire en fonction des lieux d'utilisation. Ainsi, le projet Proxima Mobile, un portail de services aux citoyens sur téléphone mobile, a produit un livre blanc intitulé Seniors et tablettes interactives.

### Taille de l'écran et poids
La diagonale de l'écran varie, selon les modèles, de 5,1 pouces à des écrans beaucoup plus grands que 10,1 pouces. Les deux principaux formats en 2011 étaient le 7 pouces et le 9,7 pouces.  La dalle est le plus souvent en AMOLED pour les tablettes les plus récentes ou en LCD pour les modèles antérieurs. Les tablettes de moins de 7 pouces, vues comme intermédiaires de taille d'affichage entre les tablettes et les smartphones, peuvent être appelées « phablettes » (phablets en anglais).

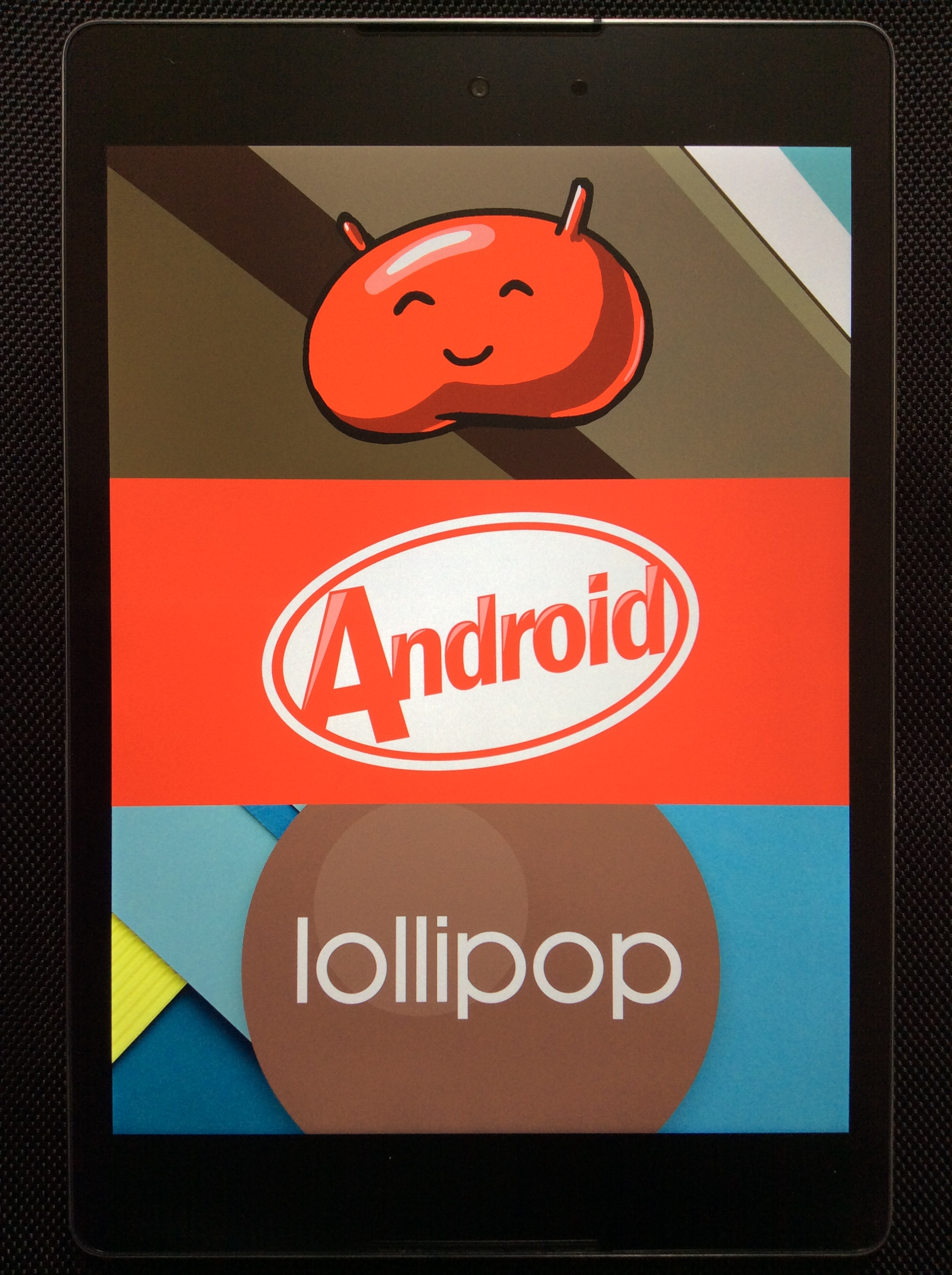
Google Nexus 9 de 8.9 pouces.

Le poids des tablettes a diminué entre le début et 2013. Par exemple pour les 9,7 pouces d'affichage, l’iPad 1 25 Wh sortie en 2010 pèse 730 g et l’iPad Air 32,9 Wh sortie en 2013 pèse 478 g. Par exemple pour les 7 pouces, la Nexus 7 de 2012 4 325 mAh pèse 340 g et la Nexus 7 de 2013 3 950 mAh pèse 299 g[réf. nécessaire].
Le poids des phablettes a diminué entre le début et 2013, puis a augmenté. Par exemple le Galaxy Note 5,3 pouces 2 500 mAh sorti en 2011 pèse 178 g et le Galaxy Note 3 5,7 pouces 3 200 mAh pèse 168 g. En 2018, le Galaxy Note 9 6,4 pouces 4 000 mAh pèse 201 g[réf. nécessaire].
En 2018, les définitions suivantes des tablettes et/ou phablettes n’ont jamais encore existé  : 3 840 × 1 600 pixels, 5 184 × 2 160 et 6 144 × 2 560. Mais il existe de nombreuses vidéos avec plus que 7 679 px de large. À nombre de pixels équivalents, une phablette consomme énormément moins d'énergie qu'un téléviseur car la surface d'affichage de la phablette est beaucoup plus petite (plus haute densité de pixels) que la TV[réf. nécessaire].
Beaucoup de tablettes pèsent entre 330 à 408  g afin de ne pas avoir mal aux poignets en la portant d’une main pendant des heures de suite. Par exemple, au-dessus de 408 g, c'est mieux d'utiliser les deux mains afin de ne pas avoir mal aux poignets. Comme 365 g par poignet pour la version la plus lourde de la première tablette d’Apple 2010, qui pèse 730 g[réf. nécessaire].

## Composants matériels clés
Les composants assurant le fonctionnement de l'appareil  sont [réf. nécessaire]:
- la carte mère, spécifique, est similaire à celle d'un ordinateur portable ou d'un netbook  ;
- un processeur, éventuellement épaulé par un processeur graphique  ;
- mémoire vive du haut de gamme, 6 ou 8 Go en 2018  ;
- mémoire de masse  : en 2018, de 16 à 512 Go. Extension mémoire  par carte microSD  : par exemple 200 Go  ;
- batterie rechargeable.

Composants assurant l'interface homme-machine et la communication avec d'autres appareils  [réf. nécessaire]:
- dispositif de pointage  : écran tactile et éventuellement un clavier virtuel  ;
- connectique sans fil  : Wi-Fi, Bluetooth et éventuellement un moyen de télécommunication  ;
- connectique physique  : ports[29]  :
  - USB standard ou USB OTG, pour connecter le plus souvent un ordinateur, un disque dur portable ou une clé USB. Un port USB standard de type B, mini-B ou micro-B ne permet pas la connexion directe d'une clé USB ou d'un disque dur, pour transférer des fichiers  : il faut alors passer par un ordinateur. Un port USB de type micro-B peut par ailleurs être branché à un chargeur par l'intermédiaire d'un câble USB-A/microUSB-B ;
  - pour cartes mémoire (SD…) ;
  - HDMI, pour connecter, par exemple, un téléviseur.
- audio  : haut-parleur(s), sortie casque, entrée microphone ;
- accessoires ajoutant diverses fonctionnalités, tels appareil photo, caméra, GPS  ;
- accéléromètre et/ou gyroscope  : pour détecter les mouvements physiques et la position de l'appareil dans l'espace.

## Systèmes d'exploitation
- Android (Google)
- BlackBerry OS, QNX (Research In Motion)
- Fire OS (dérivé d'Android, Amazon)
- HP webOS (Hewlett Packard, puis LG)
- iPadOS
- MeeGo et projet dérivé MER, puis son évolution Tizen
- Symbian OS (Nokia)
- UBports, projet communautaire, reprenant Ubuntu Touch, de Canonical, abandonné par ce dernier.
- Windows XP Édition Tablet PC, Windows 7, Windows 8 et Windows 10 (Microsoft)

## Critiques

### Santé
Selon une étude menée par des chercheurs américains de l'université Harvard en 2011, « l'utilisation d’une tablette tactile, quelle que soit la configuration et même avec un support, induit une posture moins naturelle que celle d’un ordinateur portable ou de bureau », une utilisation prolongée peut induire des douleurs cervicales et avoir des effets sur les bras et les poignets. Posée sur les genoux, une tablette favorise le torticolis,.
L'usage de tablettes tactiles peut occasionner mal au dos, mal aux yeux, mal aux mains, troubles du sommeil.

### Énergie et cycle de vie
Comme pour les autres produits manufacturés d'électronique grand public, le cycle de vie dans le commerce très rapide des tablettes entraîne des questions concernant la prévision de durée de vie d'usage de ces matériels, et leurs possibles oppositions aux principes du développement durable. Par exemple, un article publié en mai 2010 sur le blog écologiste d'Audrey Garric, titré « L'iPad est programmé pour être rapidement obsolète » (par « programmé », comprendre « conçu »), présente une interview d'Anne Bringault, la directrice de l'ONG Les Amis de la Terre, qui considère l'iPad comme le « symbole d'une époque de surconsommation ».
Story of Stuff Project, une association américaine, milite contre ce cycle de vie jugé trop court de l'électronique grand public et a réalisé un film documentaire animé sur le sujet, L'Histoire des choses (The Story of Stuff), qui a été décliné en The Story of Electronics.
Début 2013, le site web iFixit publie un classement concernant la facilité de réparation de diverses tablettes, certaines étant plus difficiles que d'autres à démonter,. Les tablettes ne sont pas vraiment faites pour être facilement réparées ou recyclées, et dans le contexte de l'émergence du cloud et du streaming, comme les téléphones portables leur large utilisation tend à augmenter l'empreinte écologique et l'empreinte carbone des TIC. En 2013, dans le meilleur des cas, une réduction de 0,5 % de la consommation d'électricité semblait possible, contre + 5 % environ dans le pire scénario envisagé par Corcoran & Andrae,.

## Cadre d'utilisation

### En avion
À cause, entre autres, des ondes émises par ce type d'appareil, l'utilisation de tout type d'appareil électronique lors des phases de décollage et atterrissage était totalement prohibée à bord des vols commerciaux. Le 13 novembre 2013, l’Agence européenne de la sécurité aérienne (AESA), suivant l'agence américaine FAA, annonçait que l'usage des terminaux mobiles pourrait être autorisé sur les vols des compagnies européennes durant ces phases à partir de 2014, à condition que les fonctions cellulaires soient désactivées (mode avion activé). L'AESA a ensuite confirmé officiellement cette information le 11 décembre 2013.

### Tourisme
Certains monuments historiques français se dotent de tablettes numériques tactiles baptisées « HistoPad ». Il s'agit d'une application intégrée à une tablette tactile proposant une interaction en réalité augmentée et virtuelle avec plusieurs pièces de la visite, le visiteur pouvant prendre les commandes de sa visite de façon interactive et personnalisée.

### Utilisation professionnelle pour des secteurs spécifiques
Certains professionnels — par exemple, dans le secteur militaire, du BTP, des experts en assurances, des sauveteurs ou des géomètres — utilisent sur le terrain des modèles de tablettes dites « robustes » capables de résister à des chocs ou à des environnements climatiques extrêmes chauds ou froids, voire « durcies ». De plus, via une connectivité satellite de type Iridium, ce type de tablette, telle que la Thorium X, peut être utilisée dans des zones blanches.